# Kernfysisch Versneller Instituut
Het Kernfysisch Versneller Instituut (KVI) is een onderzoekscentrum voor subatomaire fysica en atoomfysica in de Nederlandse gemeente Groningen, op het Zernikecomplex ten noorden van de stad. Het KVI heeft sinds 1996 de beschikking over een supergeleidend cyclotron, AGOR (Accélérateur Groningen-ORsay; naar het Frans-Nederlandse samenwerkingverband in Orsay, dat de cyclotron tussen 1985 en 1994 ontwikkelde), dat atoomkernen kan versnellen ten behoeve van verschillende experimenten.
Het cyclotron kan geïoniseerde kernen versnellen van zeer licht (1H1+ met 190 MeV per nucleon) tot zeer zwaar (208Pb27+ met 8 MeV per nucleon). Deze deeltjes worden gebruikt om de interactie van geïoniseerde atoomkernen met andere atoomkernen te bestuderen. Hiermee hoopt men meer inzicht te krijgen in de structuur van atoomkernen, maar ook in het gedrag van de elektronen die aan de kern gebonden zijn. Daarnaast is er een experiment (TRIμP) waarmee men beoogt door precisiemetingen de fysica van het standaardmodel aan een strikte test te onderwerpen.
Het KVI werd tot halverwege 2020 gefinancierd en beheerd door de Stichting voor Fundamenteel Onderzoek der Materie (FOM) en de Rijksuniversiteit Groningen. Na financiële problemen in 2019 werd het gefinancierd door Universitair Medisch Centrum Groningen. Volgens de Rijksuniversiteit Groningen was er weinig behoefte aan dit type onderzoek, waardoor de deeltjesversneller te veel stilstond. Op 13 augustus 2020 maakte het UMCG bekend dat de onderzoeksgroep Medische Fysica van KVI-Center for Advanced Radiation Technologie aansluit bij de afdeling Radiotherapie van het UMCG. Ook de bestuurders- en onderhoudsmedewerkers gaan voor het UMCG werken. De overige medewerkers blijven bij de RUG in dienst. Het UMCG gaat de deeltjesversneller onder andere gebruiken voor onderzoek naar bestralingstherapieën voor kankerpatiënten. Onderzoekers in stralingsbiologie en stralingsfysica van het Protonencentrum van UMCG maken nu al veel gebruik van de AGOR-deeltjesversneller.